# Микота Марія Макарівна
Марія Макарівна Микота (1924, Костопіль — 26 жовтня 1944, Мазярня, Хмельницька область) — розвідниця НКВС-НКДБ СРСР під час німецько-радянської війни, членкиня партизанського загону «Переможці». Разом зі своєю двоюрідною сестрою Лідією Лісовською вони були відомі як помічниці радянського агента Миколи Кузнецова. У документах НКВС фігурувала як агентка «Майя» та «17». Брала участь у ряді операцій Кузнецова, у тому числі здобула відомості про операцію, про підготовку замаху на лідерів країн-учасниць Тегеранської конференції. Вбита за нез'ясованих обставин у 1944 році.

## Початок розвідувальної діяльності
Марія Микота народилася 1924 року в місті Костопіль, що входило до складу Волинського воєводства (нині Рівненська область України) . Війну застала в Костополі, 1941 року мало не була викрадена на примусові роботи до Німеччини через те, що один із поліцаїв безуспішно добивався кохання від Марії. Марію врятувала двоюрідна сестра Лідія Лісовська, офіціантка в ресторані «Дойчегофф», яка зняла її з поїзда до Рівного. З 1942 року Марія працювала буфетницею у вагоні-ресторані поїзда Харків — Берлін, проте після того, як її зґвалтували, пішла працювати у рівненське кафе «Дойчехауз». За деякими даними, вербувалася польською та німецькою розвідками (оперативні псевдоніми «17» та «Маленька Майя»). Співпрацю з радянською розвідкою Марія розпочала на вимогу Лідії, яка познайомила її з обер-лейтенантом Паулем Зібертом (він же агент 4-го управління НКДБ СРСР Микола Кузнецов).
У той же час Марію та Лідію спробували завербувати в СД, щоб інформувати службу безпеки про настрої та розмови в офіцерському та чиновницькому середовищі. Радянські партизани також переконували дівчат прийняти пропозицію, щоб отримувати цінну інформацію . Таким чином, на прохання партизанів Марія та Лідія стали співробітницями СД . Вважається, що Марія організувала бордель для німецьких офіцерів у своїй квартирі в будинку № 15 по вулиці Легіонів, де разом із сестрою обслуговувала офіцерів, отримуючи від них важливу інформацію про німецькі війська на Східному фронті та розвідувальні операції. Всю інформацію Микота передавала партизанам, попереджаючи їх про прийдешні каральні рейди.

## Зв'язок із фоном Ортелем
Одним із важливих для Марії знайомств стала зустріч із штурмбаннфюрером СС Ульріхом фон Ортелем, одним із підлеглих Отто Скорцені. Марія познайомила Ортеля із Зібертом на квартирі доктора Поспєловського. Під час особистих розмов Ортель нерідко випивав і починав хвалитися своїми подвигами: так, під час однієї з розмов він проговорився, що завербував двох співробітників НКВС, які працювали у Рівному в передвоєнні роки. Ці агенти нібито пройшли навчання в рівненській школі під вивіскою приватної зуболікарні і були направлені до Москви для ліквідації двох високопоставлених генералів, які потрапили в полон під Сталінградом та вступили до антифашистського Союзу німецьких офіцерів — йшлося про колишнього командира 51-го командира німецької армії Вальтера фон Зейдліца та бувшого командира 376-ї піхотної дивізії Александре Эдлере фон Даниэльсе. Микота довела інформацію про передбачувану диверсію до Лісовської, а та повідомила Кузнецову, внаслідок чого агентів вдалося заарештувати і запобігти загибелі генералів .
Восени 1943 року Марія Микота була взята Лідією Лісовською як помічниця на роботу в будинок командувача 740-го з'єднання « східних батальйонів» генерал-майора Макса Ільгена: 15 листопада на основі інформації, наданої Лідією, генерал був схоплений групою з 4 осіб на чолі з Кузнецовим . Згідно з інформацією Дмитра Медведєва, восени того ж року в одній з бесід із Зібертом Ортель запропонував тому взяти участь в операції абвера в Персії, де повинна була пройти Тегеранська конференція за участю лідером СРСР, США та Великої Британії: абвер мав намір знищити лідерів країн-союзників, і Ортель пообіцяв Зіберту велику матеріальну винагороду в обмін на участь в операції. На думку А. С. Терещенка, «Майя» що мала стосунки з Ортелем також дізналася, незадовго до операції, про його наміри летіти в Персію , а Ортель навіть заради жарту запропонував привезти Микоті справжній перський килим (за версією Дмитра Медведєва, при цьому Ортель повідомив не Марії, а Лідії, причому це сталося за три доби до захоплення Ільгена) . На підставі повідомлень Микоти та Кузнецова радянським спецслужбам вдалося зірвати операцію абвера в Тегерані, але сам Ортель схоплений не був: він підлаштував власне самогубство, щоб замістити сліди зникнення , про що ввечері 15 листопада повідомив Зіберту гестапівець Макс Ясковець .

## Загибель
Після звільнення Рівненської області радянськими військами та подальшого розформування загону «Переможці» і Лідію Лісовську, і Марію Микоту напередодні Нового 1944 року представили до орденів Вітчизняної війни І ступеня за розвідувальну діяльність у тилу ворога  (за деякими даними, Микота була нагороджена 23 грудня 1943 року). 26 жовтня 1944 року Лідія Лісовська та Марія Микота вирушили на вручення орденів до Києва. Вони мали їхати зі Львова до Рівного. Біля Острога машина мала повернути у бік Рівного, але вона попрямувала на Хмельниччину. Під'їжджаючи до села Кам'янка, пригальмувала. На шосе Острог-Шумськ у селі Кам'янка Ізяславського (з 2020 року — Шепетівського району) Хмельницької області їхній автомобіль, шеститонна зелена військова машина («Студебеккер» з брезентовим тентом), зупинилася близько 19 години вечора на шосе Острог-Шумськ у Кам'янка Ізяславського (з 2020 року — Шепетівського району) Хмельницької області. Марію та Лідію супроводжували четверо чоловіків у радянській військовій формі. Лісовська мала посвідчення УНКДБ СРСР по Львівській області: пізніше з'ясувалося, що дівчатам замовили квитки на потяг, якими вони чомусь не скористалися .
Микота зійшла першою з машини, а коли Лісовська хотіла подати їй валізу, то прогриміли три постріли, причому, за словами свідків, Марія розмовляла з одним із офіцерів, а перед пострілами пролунав крик «Не стріляй!» Микота загинула одразу, а Лісовська була поранена першим пострілом і потім добита, коли автомобіль проїжджав поблизу хутора Мазярня Ізяславського (з 2020 року — Шепетівського району) Хмельницької області. Тіло Лісовської викинули у Мазярці. Наступного ранку обидва тіла виявили місцеві жителі.
Автомобіль, в якому їхали обидві дівчата, після стрілянини рвонув у бік Шумська, проігнорувавши вимоги бійців КПП, проломив шлагбаум і втік у напрямку міста Кременець на Тернопільщині. Розслідування контролював начальник 4-го управління НКДБ СРСР Павло Судоплатов, проте встановити обставини загибелі не вдалося. Серед версій причетних до вбивства осіб фігурували агенти гестапо, бойовики польських націоналістичних організацій та навіть українські націоналісти ; прихильники теорій змови стверджують про причетність НКВС до вбивства Микоти та Лісовської , оскільки ті були завербовані польською розвідкою, лояльною польському уряду в Лондоні.
Радянська історіографія свідчить, що розвідниці загинули «за загадкових обставин» і намагалася приписати вбивство сестер агентам гестапо або українським підпільникам. Однак сучасні українські історики, зокрема, Олександр Намозов, відзначає, що Лідію та Марію вбили чекісти. Підпільниці надто багато знали, а таких людей чекісти Сталіна не лишали в живих.
Обидві розвідниці поховали місцеві жителі у центрі села Кунів Ізяславського району Хмельницької області. На спільній для них могилі було встановлено пам'ятник. Орденами Вітчизняної війни Лісовська та Мікота були нагороджені посмертно .